# Regelbau 638

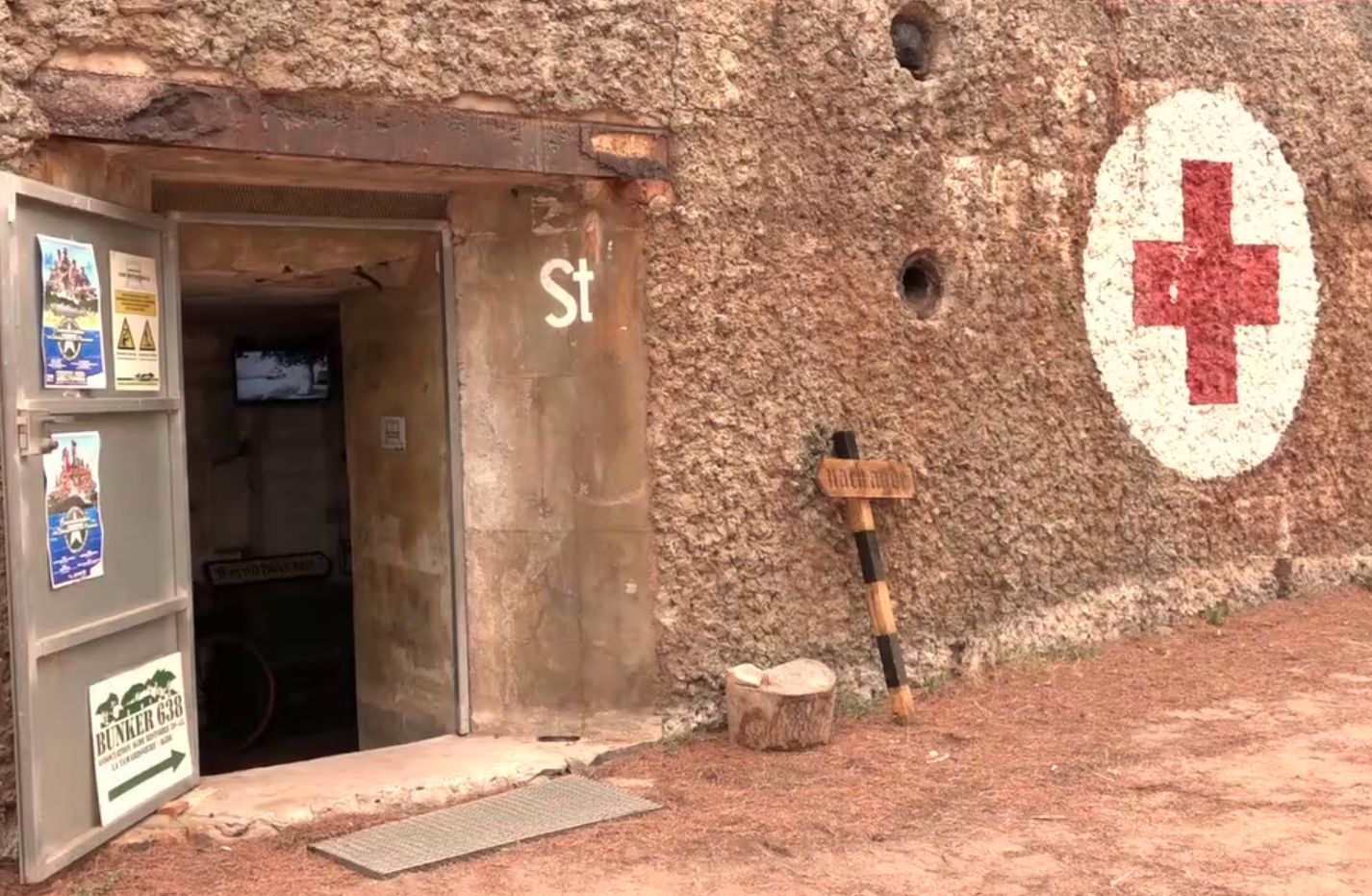
Entrée de la casemate 638 à la Tamarissière.

La casemate de type Regelbau 638 est une casemate répondant au standard Regelbau. Sa mission est d'abriter un poste médical. 
Il a été conçu à l’origine pour la Heer.

## Construction
Sa construction nécessite 960 m3 de béton.

## Architecture

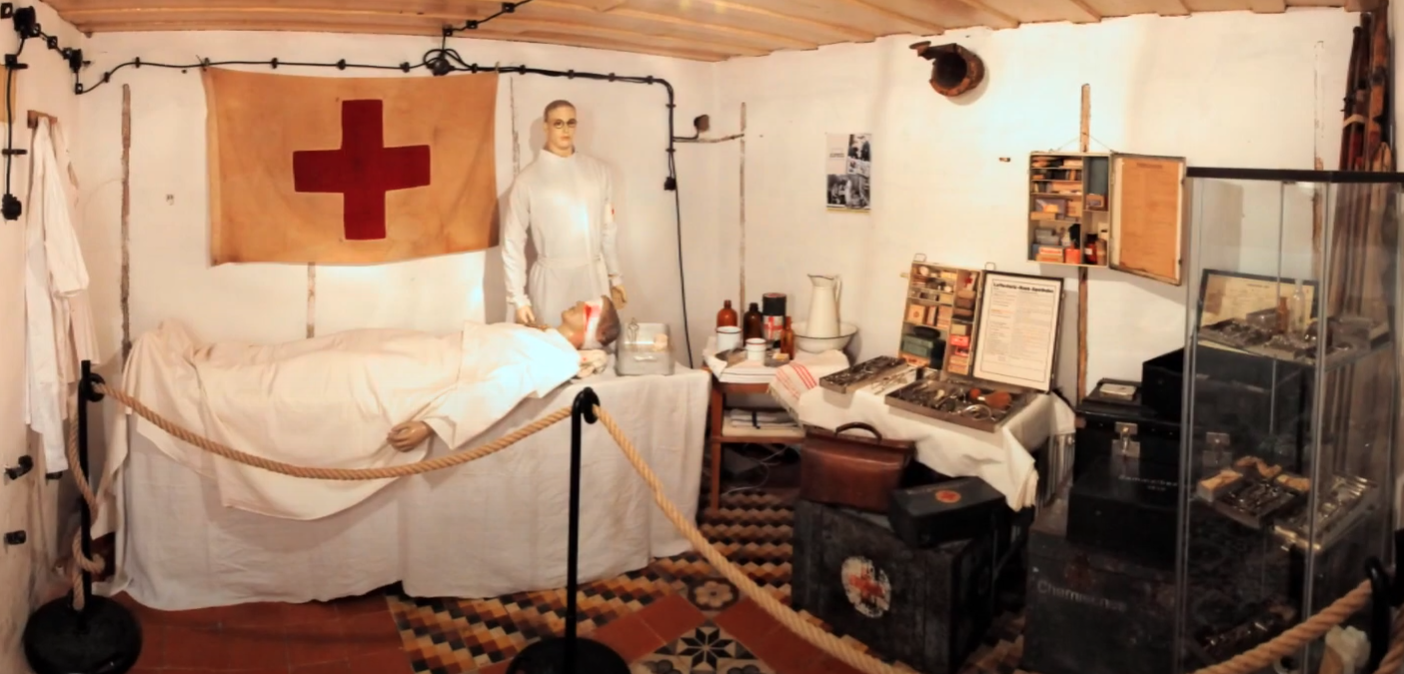
Salle d'opération reconstituée dans une casemate 638.

Il est composé de deux entrées, d'un poste d'observation, de deux infirmeries et d'une salle d'opération.

## Exemplaires
Au Danemark, 11 exemplaires de cette casemate sont présents. Un d'entre eux a été réhabilité en musée.
En Norvège, une casemate 638 a été réhabilitée en musée.
En France, un exemplaire présent à La Tamarissière est devenue un musée.